# 卡特里娜·希伯特
卡特里娜·希伯特（英語：Katrina Hibbert，1977年9月29日—），生于墨尔本，澳大利亚女子篮球运动员。她曾代表澳大利亚国家队参加2006年英联邦运动会篮球比赛，获得一枚金牌。